# Campionat d'Europa d'atletisme en pista coberta de 1971
El Campionat d'Europa d'atletisme en pista coberta de 1971 fou la segona edició del Campionat d'Europa d'atletisme en pista coberta. La competició es digué a terme a la ciutat de Sofia (Bulgària) entre els dies 13 i 14 de març de 1971 sota l'organització de l'Associació Europea d'Atletisme (AEA) i la Federació Búlgara d'atletisme.
La competició es dugué a terme a les instal·lacions del Festivalna amb una pista de 200 nmetres de llarg.

## Participants
Hi participaren un total de 317 atletes de 23 nacions diferents:
- Àustria (5)
- Bèlgica (6)
- Bulgaria (33)
- Dinamarca (2)
- Espanya (12)
- Finlàndia (5)
- França (17)
- Grècia (6)
- Hongria (12)
- Irlanda (2)
- Itàlia (9)
- Iugoslàvia (5)
- Països Baixos (9)
- Polònia (26)
- Regne Unit (11)
- RDA (13)
- RFA (42)
- Romania (18)
- Suècia (10)
- Suïssa (5)
- Turquia (4)
- Txecoslovàquia (15)
- Unió Soviètica (49)

## Resutats

### Categoria masculina
| Event                        | Or                                                                                              | Or     | Plata                                                                                   | Plata  | Bronze                                                                        | Bronze |
| 60 metres llisos detalls     | Valeri Borzov (URS)                                                                             | 6.6a   | Jobst Hirscht (FRG)                                                                     | 6.7a   | Manfred Kokot (GDR)                                                           | 6.8a   |
| 400 metres llisos detalls    | Andrzej Badeński (POL)                                                                          | 46.8   | Boris Savchuk (URS)                                                                     | 47.4   | Aleksandr Bratchikov (URS)                                                    | 47.6   |
| 800 metres llisos detalls    | Yevgeniy Arzhanov (URS)                                                                         | 1:48.7 | Phil Lewis (GBR)                                                                        | 1:50.5 | Andrzej Kupczyk (POL)                                                         | 1:50.5 |
| 1500 metres llisos detalls   | Henryk Szordykowski (POL)                                                                       | 3:41.4 | Volodymyr Panteley (URS)                                                                | 3:41.5 | Gianni Del Buono (ITA)                                                        | 3:42.1 |
| 3000 metres llisos detalls   | Peter Stewart (GBR)                                                                             | 7:53.6 | Wilfried Scholz (GDR)                                                                   | 7:54.4 | Yuriy Aleksashin (URS)                                                        | 8:01.2 |
| 60 metres tanques detalls    | Eckart Berkes (FRG)                                                                             | 7.8a   | Aleksandr Demus (URS)                                                                   | 7.9a   | Sergio Liani (ITA)                                                            | 7.9a   |
| relleus 4x400 metres detalls | PolòniaWaldemar Korycki · Jan Werner · Andrzej Badeński · Jan Balachowski                       | 3:11.1 | Unió SovièticaAleksandr Bratchikov · Semyon Kocher · Boris Savchuk · Yevgeniy Borisenko | 3:11.9 | BulgàriaKrestyu Khristov · Alexander Yanev · Alexander Popov · Yordan Todorov | 3:15.6 |
| relleus 4x800 metres detalls | Unió SovièticaValeriy Taratynov · Stanislav Meshcherskich · Aleksey Taranov · Viktor Semyashkin | 7:17.8 | PolòniaKrzysztof Linkowski · Zenon Szordykowski · Michał Skowronek · Kazimierz Wardak   | 7:19.2 | RFAPaul-Heinz Wellmann · Godehard Brysch · Dieter Friedrich · Bernd Eppler    | 7:25.0 |
| Salt d'alçada detalls        | István Major (HUN)                                                                              | 2.17   | Jüri Tarmak (URS)                                                                       | 2.17   | Endre Kelemen (HUN)                                                           | 2.17   |
| Salt amb perxa detalls       | Wolfgang Nordwig (GDR)                                                                          | 5.40   | Kjell Isaksson (SWE)                                                                    | 5.35   | Yuriy Isakov (URS)                                                            | 5.30   |
| Salt de llargada detalls     | Hans Baumgartner (FRG)                                                                          | 8.12   | Íhor Ter-Ovanessian (URS)                                                               | 7.91   | Vasile Sarucan (ROM)                                                          | 7.88   |
| Triple salt detalls          | Viktor Sanyeyev (URS)                                                                           | 16.83  | Carol Corbu (ROM)                                                                       | 16.83  | Gennadiy Savlevich (URS)                                                      | 16.24  |
| Llançament de pes detalls    | Hartmut Briesenick (GDR)                                                                        | 20.19  | Valeriy Voykin (URS)                                                                    | 19.54  | Ricky Bruch (SWE)                                                             | 19.50  |

### Categoria femenina
| Event                        | Or                                                                                               | Or     | Plata                                                                               | Plata  | Bronze                                                                              | Bronze |
| 60 metres llisos detalls     | Renate Stecher (GDR)                                                                             | 7.3a   | Sylviane Telliez (FRA)                                                              | 7.4a   | Annegret Irrgang (FRG)                                                              | 7.4a   |
| 400 metres llisos detalls    | Vera Popkova (URS)                                                                               | 53.7   | Inge Bödding (FRG)                                                                  | 54.3   | Maria Sykora (AUT)                                                                  | 54.4   |
| 800 metres llisos detalls    | Hildegard Falck (FRG)                                                                            | 2:06.1 | Ileana Silai (ROM)                                                                  | 2:06.5 | Rosemary Stirling (GBR)                                                             | 2:06.6 |
| 1500 metres llisos detalls   | Margaret Beacham (GBR)                                                                           | 4:17.2 | Liudmila Bràguina (URS)                                                             | 4:17.8 | Tamara Pangelova (URS)                                                              | 4:18.1 |
| 60 metres tanques detalls    | Karin Balzer (GDR)                                                                               | 8.1a   | Annelie Ehrhardt (GDR)                                                              | 8.1a   | Teresa Sukniewicz (POL)                                                             | 8.3a   |
| relleus 4x200 metres detalls | Unió SovièticaMarina Nikiforova · Tatyana Kondrasheva · Lyudmila Aksyonova · Natalya Chistyakova | 1:37.1 | RFAAnnelie Wilden · Elfgard Schittenhelm · Annegret Kroniger · Christine Tackenberg | 1:38.0 | BulgàriaIvanka Venkova · Ivanka Koshnicharska · Sofka Kazandzhieva · Monka Bobcheva | 1:39.7 |
| relleus 4x400 metres detalls | Unió SovièticaLyubov Finogenova · Galina Kamardina · Vera Popkova · Lyudmila Aksyonova           | 3:36.6 | RFAGisela Ahlemeyer · Gisela Ellenberger · Annette Rückes · Christa Czekay          | 3:39.6 | BulgàriaSvetla Slateva · Stefka Yordanova · Dzhena Bineva · Tonka Petrova           | 3:47.8 |
| Salt d'alçada detalls        | Milada Karbanová (TCH)                                                                           | 1.80   | Vera Gavrilova (URS)                                                                | 1.80   | Cornelia Popescu (ROM)                                                              | 1.78   |
| Salt de llargada detalls     | Heide Rosendahl (FRG)                                                                            | 6.64   | Irena Szewińska (POL)                                                               | 6.56   | Viorica Viscopoleanu (ROM)                                                          | 6.53   |
| Llançament de pes detalls    | Nadejda Txijova (URS)                                                                            | 19.70  | Margitta Gummel (GDR)                                                               | 19.50  | Antonina Ivanova (URS)                                                              | 18.69  |

## Medaller
| Núm. | País           | Or | Argent | Bronze | Total |
| ---- | -------------- | -- | ------ | ------ | ----- |
| 1    | Unió Soviètica | 8  | 9      | 6      | 23    |
| 2    | RFA            | 4  | 4      | 2      | 10    |
| 3    | RDA            | 4  | 3      | 1      | 8     |
| 4    | Polònia        | 3  | 2      | 2      | 7     |
| 5    | Regne Unit     | 2  | 1      | 1      | 4     |
| 6    | Hongria        | 1  | 0      | 1      | 2     |
| 7    | Txecoslovàquia | 1  | 0      | 0      | 1     |
| 8    | Romania        | 0  | 2      | 3      | 5     |
| 9    | Suècia         | 0  | 1      | 1      | 2     |
| 10   | França         | 0  | 1      | 0      | 1     |
| 11   | Bulgària       | 0  | 0      | 3      | 3     |
| 12   | Itàlia         | 0  | 0      | 2      | 2     |
| 13   | Àustria        | 0  | 0      | 1      | 1     |
|      | TOTAL          | 23 | 23     | 23     | 69    |